# Ibn Jinni
Ibn Jinnī, pe numele său complet ’Abu-l-Fatḥ ‘Uṯmān bin Ğinnī al-Mawṣilī (932-1002 d.Hr. / 320-392 H.) (în arabă: أبو الفتح عثمان بن جني الموصلي) este un filolog arab din perioada dinastiei hamdanide (890-1004).

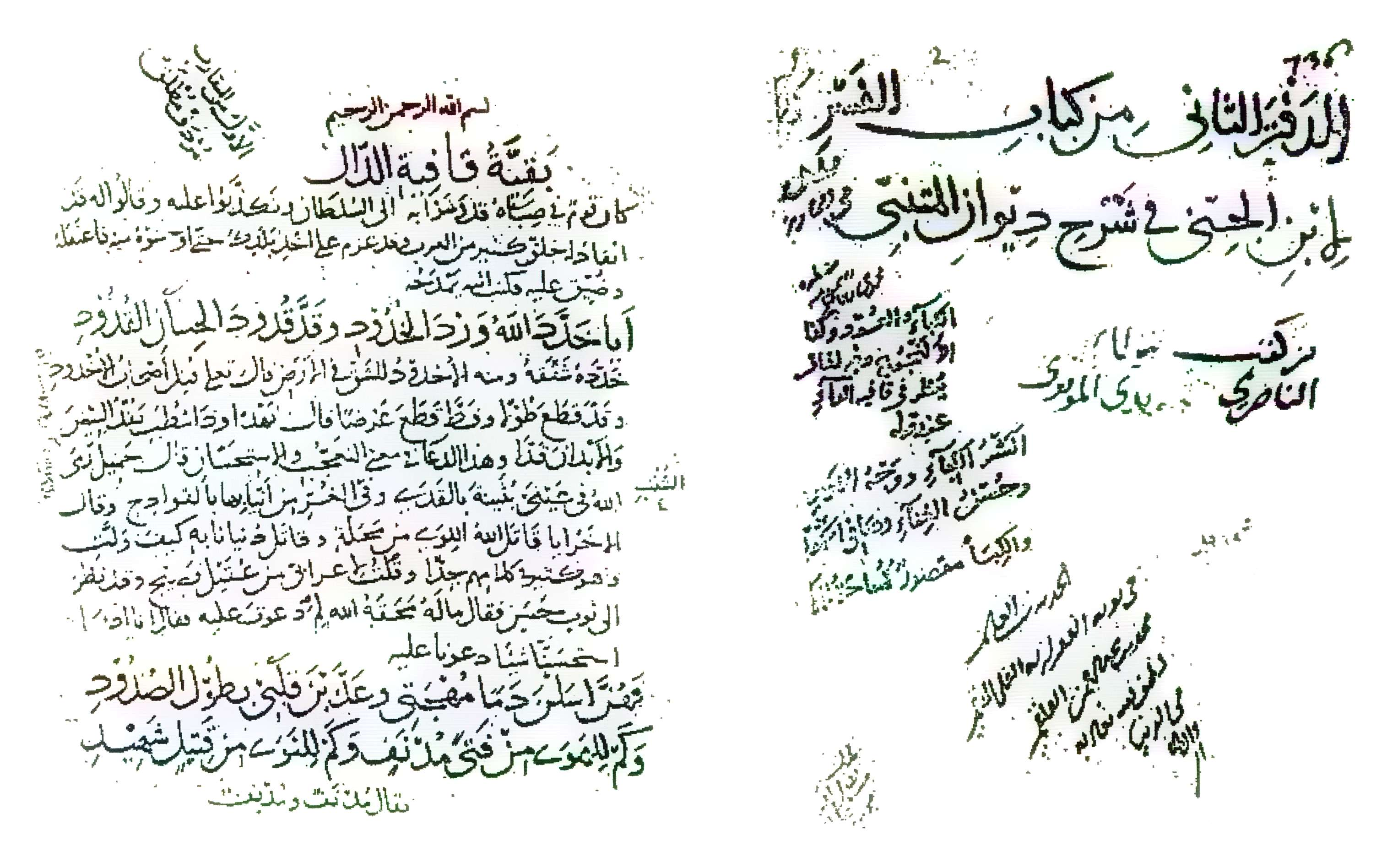
Comentariu de Ibn Jinnī la poezia lui al-Mutanabbī.

## Viața
Ibn Jinnī s-a născut în anul 932 în Irak la Mosul fiind fiul unei sclave grecoaice care aparținea lui Sulaymān bin Fahd bin ’Aḥmad al-’Azdī. A avut mai mulți profesori, dintre care se remarcă ’Abū ‘Alī al-Fārisī din al-Baṣra, cel mai de seamă lingvist al vremii. Ibn Jinnī a intrat în cercul acestuia încă de la vârsta de optsprezece ani, al-Fārisī devenindu-i profesor și mentor pentru următorii patruzeci de ani până la moartea acestuia din urmă.
Ibn Jinnī și-a urmat profesorul oriunde călătorea acesta și a înregistrat o mare parte din comentariile, observațiile și spusele sale. Îi găsim, de pildă, pe cei doi atât la curtea lui Sayf ad-Dawla (945-967) de la Alep, cât și la curtea lui ‘Aḍud ad-Dawla (949-983) din Fārs.
Potrivit istoricului Yāqūt al- Ḥamawī, Ibn Jinnī a deținut funcția de kātib al-’inšā’ la curtea lui ‘Aḍud ad-Dawla și a lui Ṣamṣām ad-Dawla (983-987), în ambele locuri aflându-se în relații de prietenie cu poetul al-Mutanabbī (915-965) cu care purta discuții privitoare la chestiuni de gramatică.
Conform istoricului libanez Philip Khuri Hitti (1886-1978), Ibn Jinnī a ajuns mândria curții hamdanide de la Alep. El i-a succedat profesorului său al-Fārisī la Bagdad și a murit în anul 1002.

## Contribuția sa în domeniul filologiei arabe
Ibn Jinnī s-a dedicat în special studierii gramaticii, dovedind un interes major pentru lexic și morfologie. Este văzut ca cea mai mare autoritate în domeniul disciplinei lingvistice taṣrīf (derivarea); de asemenea, este socotit întemeietorul științei etimologiei (al-ištiqāq al-’akbar). Ca filolog se consideră că a ocupat o poziție de mijloc între cele două faimoase școli de lingvistică arabă de la al-Kūfa și al-Baṣra, el aparținând școlii de la Bagdad. Mai mult decât atât, Ibn Jinnī a avut meritul de a aborda filologia dintr-o perspectivă filozofică.

## Principalele lucrări
În Kitāb sirr aṣ-ṣinā‘a wa-’asrār al-balāġa Ibn Jinnī s-a ocupat de consoanele și vocalele limbii arabe. În Sirr ṣinā‘at al-’i‘rāb (“Secretul formării ’i‘rāb-ului”) a expus o descriere a sunetelor limbii arabe, trăsăturile și clasificarea lor, natura segmentelor, slabe sau tari, asimilarea, metateza, substituția și alte procese fonetice. Lucrarea sa Taṣrīf al-mulūkī (“Morfologia regală”) este un tratat ce descrie în detaliu procesele de derivare ale limbii, fiind analizate forme morfologice simple și complexe deopotrivă.
De asemenea, Ibn Jinnī a elaborat lucrarea Kitāb al- ḫaṣā’iṣ fī ‘ilm ’uṣūl al-‘arabiyya despre principiile gramaticii după ce cercetase limba vorbită de beduinii din Mosul. Aceasta este cea mai vastă dintre operele sale, oferindu-ne într-un număr de 162 de capitole un summum al cunoașterii și gândirii lingvistice a autorului.
Lui Ibn Jinnī i se datorează și o serie de comentarii la unele scrieri ale maestrului său al-Fārisī. În plus, este autorul unei lucrări Al-munṣif ce constituie un comentariu în mai multe volume la Taṣrīf, tratatul despre derivare al lui al-Māzinī.
Ibn Jinnī nu a fost doar filolog, ci și om de litere. Pe lângă lucrări de fonetică, sintaxă, morfologie și semantică, el a scris și poezii. De la el ne-au rămas de asemenea două comentarii la Dīwān-ul prietenului său al-Mutanabbī, precum și un comentariu la poezia lui ’Abū Nuwwās (756-814).